# Henryk Rewkiewicz
Henryk Rewkiewicz (ur. 11 grudnia 1888 w Bychowie zm. 17 listopada 1955) – polski przedsiębiorca, miłośnik muzyki, mecenas kultury, szachista, sponsor pierwszego konkursu chopinowskiego w Warszawie.

## Życiorys
Urodził się w rodzinie Justyna i jego żony Malwiny z Sawickich 11 grudnia 1888 w Bychowie na Mińszczyźnie. Rodzina jego należała do ziemiaństwa i kultywowała tradycje patriotyczne. Jako młody człowiek brał udział w strajku szkolnym w 1905. Ukończył naukę w dziedzinie ekonomicznej.
Pracował w przemyśle zapałczanym i po odzyskanie przez Polskę niepodległości był dyrektorem Monopolu Zapałczanym. Będąc zapalonym melomanem, działał społecznie w ruchu muzycznym, należał do zarządu Warszawskiego Towarzystwa Muzycznego. Przyjacielem jego był polski pianista Jerzy Żurawlew. W sytuacji kiedy Żulawlew, wcielając w życie pomysł organizacji konkursu chopinowskiego w Warszawie, napotkał trudności finansowe, Rewkiewicz udzielił gwarancji finansowych z osobistego majątku na kwotę 15 tys. ówczesnych złotych.
Henryk Rewkiewicz był działaczem Polskiego związku Szachowego. W 1934 wybrany został na prezesa Warszawskiego Klubu Szachowego. Jeszcze w kadencji 1949–1950 należał do Komisji Rewizyjnej Polskiego Związku Szachowego.
W czasie okupacji pracował w Monopolu Zapałczanym kontrolowanym przez szwedzki kapitał i wspierał finansowo przyjaciół i muzyków. Dom w Klarysewie był miejscem działalności konspiracyjnej w czasie okupacji jak również po zakończeniu wojny.
Po 1945 roku zaangażował się w odbudowę polskiego przemysłu, ale był stopniowo degradowany i został aresztowany pod zarzutem handlu dolarami. Dzięki wstawiennictwu Jerzego Żurawlewa został zwolniony z obozu pracy o zaostrzonym rygorze. Nie mogąc znaleźć pracy, żył w biedzie i w listopadzie 1955 zmarł.

## Życie prywatne
Żoną Henryka Rewkiewicza była Józefa z domu Korolkiewicz. Dziećmi małżeństwa są cztery córki: Barbara, która „w wieku 25 lat kierowała jedną z największych struktur wywiadowczych podziemia poakowskiego”, Halina, polska artystka malarka, Danuta Rewkiewicz-Niemirska (1919–2012), absolwentka ASP ilustratorka książek i Teresa Rewkiewicz-Żuk, absolwentka ASP, żona Henryka Żuka, szefa struktur wywiadowczych AK.